# Leonhardtina
Leonhardtina ist eine Gattung aus der ausgestorbenen Ordnung der Hyaenodonta. Sie trat im ausgehenden Unteren und im Verlauf des Mittleren Eozäns vor etwa 51 bis 43 Millionen Jahren auf. Fossilfunde sind unter anderem aus dem Geiseltal und dem Pariser Becken dokumentiert. Dabei handelt es sich fast ausschließlich um Unterkiefer- und Gebissreste. Auffallend ist der zierliche Bau des Unterkiefers. Anhand der Größe der Funde kann auf relativ kleine Tiere geschlossen werden. Die genaueren Verwandtschaftsverhältnisse von Leonhardtina innerhalb der Hyaenodonta sind in Diskussion. Die Gattung wurde im Jahr 1952 eingeführt.

## Beschreibung
Leonhardtina ist ein kleiner Vertreter der Hyaenodonta. Berechnungen zufolge betrug das Körpergewicht kleinerer Individuen rund 850 g, größere erreichten wohl maximal 3 kg. Es sind vor allem Reste des Unterkiefers und isolierte Zähne überliefert, Teile des Schädels liegen nur wenige vor. Letztere weisen kaum diagnostische Merkmale auf. Der Unterkiefer war sehr schlank gebaut und besaß einen äußerst niedrigen horizontalen Knochenkörper. Dessen Höhe betrug unterhalb des ersten Molars bei großen Individuen etwa 1,4 cm. Die Symphyse am vorderen Ende dehnte sich bis zur Mitte des zweiten Prämolaren aus. Auf der Außenseite war jeweils unterhalb des ersten oder zweiten Prämolaren, beziehungsweise unterhalb des dritten Prämolaren, ein Foramen mentale ausgebildet. Der Winkelfortsatz setzte sehr niedrig an, ebenso die Fossa masseterica an der Außenfläche des aufsteigenden Astes. Die vordere Kante des aufsteigenden Astes ragte steil hinter dem letzten Molar in einem Winkel von 70° auf. Der Kronenfortsatz saß 3,5 cm über der Kauebene der unteren Zähne. Das Gelenk am Gelenkfortsatz zur Verbindung mit dem Schädel hatte eine walzenförmige Gestalt mit der Hauptachse quer zur Längsrichtung des Unterkiefers, seine Ausdehnung betrug 1,4 cm.
Das obere Gebiss ist unvollständig mit einzelnen Prämolaren und den Molaren belegt. Im Unterkiefer standen drei Schneidezähne, ein Eckzahn, vier Prämolaren und drei Molaren je Hälfte. Die oberen Molaren waren breiter als lang, das Merkmal nimmt nach hinten an Deutlichkeit zu. Charakteristisch für Hyaenodonten erhoben sich drei Haupthöcker auf der Kauoberfläche, die den Paraconus, den Metaconus und den Protoconus umfassen. Erstere beiden waren eng beieinander positioniert, bildeten aber abweichend von den Vertretern der Hyaenodontidae keine Einheit. Zudem überragte der Paraconus den Metaconus, während dies bei den Hyaenodontidae ansonsten umgekehrt der Fall ist. Die drei unteren Schneidezähne waren nebeneinander angeordnet, die beiden äußeren übertrafen den inneren an Größe. Neben dem jeweils spitzen Haupthöcker war seitlich ein kleiner Nebenhöcker ausgebildet, wodurch ein sägeartiger Rand entstand. Der Unterkiefereckzahn war eher klein und trug Rillen auf der Oberfläche. Alle unteren Prämolaren waren länger als hoch, wobei der dritte den vierten an Länge übertraf. Ähnliches ist auch von Proviverra und Allopterodon belegt. Sie wiesen jeweils einen kräftigen Haupthöcker auf, das Protoconid, das unter Umständen leicht asymmetrisch sein konnte. Auch verfügte jeder Vormahlzahn über zwei Wurzeln. Zwischen den einzelnen vorderen Backenzähnen öffneten sich kurze Diastemata. Die drei unteren Molaren besaßen nahezu die gleiche Länge und waren vergleichsweise niedrig. Die drei Haupthöcker, das Para-, Meta- und das Protoconid, standen eng zusammen. Das Proto- und das Metaconid waren nahezu gleich groß und nur durch eine kleine Furche getrennt. Lediglich am dritten Molar zeigte sich das Metaconid leicht reduziert. Den niedrigsten Höcker bildete das Paraconid. Das Talonid, eine tiefer liegende Senke, die bei Gebissschluss den Protoconus der Oberkiefermolaren aufnahm, war ähnlich wie bei Proviverra und Cynohyaenodon relativ breit, es übertraf zudem das Trigonid mit den drei Haupthöckern geringfügig an Länge. Am Rand des Talonids erhoben sich mehrere kleine Nebenhöckerchen. Am letzten Molar war das Talonid besonders lang und schmal. Die Länge der unteren Backenzahnreihe betrug 4,6 cm, davon beanspruchten die Molaren 1,85 cm.

## Fossilfunde
Das bisher umfangreichste Fossilmaterial von Leonhardtina ist aus dem Geiseltal südlich von Halle in Sachsen-Anhalt belegt. Die bedeutende Fossillagerstätte datiert in das Mittlere Eozän vor rund 47 bis 43 Millionen Jahren. Das Geiseltal stellt ein ehemaliges Bergbaurevier dar, in dem bis zum Beginn der 1990er Jahre Braunkohle gefördert wurde. Die dortigen Kohleablagerungen umfassten mehrere Flöze, namentlich die Basis-, Unter-, Untere und Obere Mittel- sowie die Oberkohle. Dabei erwiesen sich vor allem die Unter- und die Mittelkohle als fossilführend. Die Lagerung der Fossilien in kohlehaltigen Schichten kann als Besonderheit unter den mitteleuropäischen Fossilfundstellen gewertet werden. Die Funde setzen sich aus Pflanzen, Wirbellosen und Wirbeltieren zusammen, sie ermöglichen die Rekonstruktion einer vielfältigen Lebensgemeinschaft, die sich unter subtropischen Bedingungen in relativer Küstennähe entwickelt hatte. Die damalige Landschaft bestand aus einem von Fließ- und Stillgewässern durchsetzten Sumpfgebiet. Herausragend ist vor allem die Säugetierfauna, die als Referenz des Geiseltaliums dient, einer Stufe innerhalb der Stratigraphie der europäischen Landsäugetiere (European Land Mammal Ages, ELMA). Ihr gehören unter anderem Beuteltiere, verschiedene, häufig urtümliche insektenfressende Säugetiere, frühe Primaten, Fleder- und Raubtiere sowie eine formenreiche Paarhufer- und Unpaarhufergemeinschaft an. Die Hyaenodonten bilden neben den Raubtieren die zweite terrestrische Beutegreifergruppe. Es wurden mehrere Gattungen beschrieben, so neben Leonhardtina beispielsweise auch Matthodon, Eurotherium, Prodissopsalis und Oxyaenoides. Leonhardtina stellt dabei mit über einem Dutzend Funden einen der häufigeren Vertreter. Die Funde entstammen der Unteren Mittelkohle und datieren in einen Zeitraum von vor 46 bis 43 Millionen Jahren. Sie verteilen sich auf verschiedene Fundbereiche innerhalb des Flözes, von denen die Fundstelle VI im Abbaufeld Neumark-West besonders ergiebig war. Das Material besteht aus mehreren Unterkiefern sowie einem Gaumenfragment, einer der Unterkieferreste war zusätzlich mit einem Sprungbein assoziiert. Andere wichtige Fundstellen sind des Weiteren LII, LVIII und XXXVI sowie XXXVII, die ebenfalls weitgehend Unterkieferteile bargen. Dagegen wurden an den Fundstellen I und XXXV einzelne Schädelreste dokumentiert.
Außerhalb des Geiseltales ist Leonhardtina unter anderem in Grauves östlich von Paris im Pariser Becken nachgewiesen. Die Fundstelle weist ein Alter von 51 bis 47 Millionen Jahren auf, was dem ausgehenden Unteren Eozän entspricht. Es liegt lediglich ein rechter Unterkiefer vor. Weitere Funde wurden mit einem Ober- und Unterkiefer aus Aumelas und mit einem weiteren Unterkiefer aus Rouzilhac, beide in Südfrankreich, dokumentiert.

## Paläobiologie
Einer der Geiseltaler Unterkiefer war mit einem Sprungbein vergesellschaftet, das dem von anderen Hyaenodonta wie Sinopa, Limnocyon oder Hyaenodon ähnelt. Er weist eine rückseitig flache und asymmetrische Oberfläche auf. Der lange Hals ist leicht verengt, der Gelenkkopf oben und unten abgeflacht. An der Trochlea treten nur leichte Ränder auf. Die verschiedenen Gelenkfazetten, so für das Kahnbein, das Fersenbein oder das Wadenbein, sind zumeist prominent. Der gesamte Aufbau des Astragalus verweist auf einen semi-plantigraden Gang, bei dem der Fuß wohl eine große seitliche Bewegungsfreiheit besaß.

## Systematik
Leonhardtina ist eine Gattung aus der ausgestorbenen Ordnung der Hyaenodonta. Die Hyaenodonta bildeten ursprünglich einen Teil der Creodonta, die im Deutschen teilweise etwas irreführend auch die triviale Bezeichnung „Urraubtiere“ tragen. Diese wurden als Schwestergruppe der heutigen Raubtiere (Carnivora) innerhalb der übergeordneten Gruppe der Ferae eingestuft. Phylogenetische Untersuchungen wiesen die Creodonta aber als in sich nicht geschlossene Gruppe aus. Daher wurden sie in die Hyaenodonta und die Oxyaenodonta aufgespalten. Für beide Gruppen ist eine gegenüber den rezenten Raubtieren weiter nach hinten im Gebiss verlagerte Brechschere charakteristisch. Bei den Hyaenodonten sind zumeist der zweite Oberkiefer- und der dritte Unterkiefermolar daran beteiligt. Die Hyaenodonten traten erstmals im Mittleren Paläozän vor rund 60 Millionen Jahren in Erscheinung, ihr letztes Auftreten hatten sie im Mittleren Miozän vor etwa 9 bis 10 Millionen Jahren.
Die wissenschaftliche Erstbeschreibung von Leonhardtina führte Horst Werner Matthes im Jahr 1952 durch. Ihm stand damals ein linker Unterkieferast (Exemplarnummer GMH VI-42/H/10237) zur Verfügung, an dem sich noch die Zahnreihe vom zweiten Prämolaren bis zum dritten Molar und zusätzlich die Zahnfächer des Eckzahns und des ersten Prämolaren befinden. Er stammt von der Fundstelle VI des Abbaufeldes Neumark-West. Benannt ist Leonhardtina nach der Grube „Neu-Leonhardt“, der genaueren Lokalität der Fundstelle VI. Aufgrund des feinen Baus des Unterkiefers benannte Matthes die Nominatform mit L. gracilis (von lateinisch gracilis für „schlank“ oder „schmal“). Eine umfangreiche Überarbeitung der Gattung fußend auf zahlreicherem Fundmaterial unternahmen Brigitte Lange-Badré und Hartmut Haubold im Jahr 1990. Später wurden mit L. godinoti und L. meridianum zwei weitere Arten eingeführt. Dadurch sind heute drei Arten von Leonhardtina bekannt:
- L. godinoti Solé, Falconnet & Yves, 2014
- L. gracilis Matthes, 1952
- L. meridianum Solé, Marandat & Lihoreau, 2020

L. godinoti ist gegenüber L. gracilis um rund 15 bis 20 % kleiner und kam bereits im Unteren Eozän vor. Beide Arten unterscheiden sich auch im Zahnbau. So besitzt erstere im Vergleich zu letzterer einen größeren dritten Prämolaren und verfügt am hintersten Molar über ein längeres Talonid. Der Unterkiefer von L. godinoti war bereits 1971 als Rest von Prototomus vorgestellt worden. L. meridianum wiederum ist etwas kleiner als L. godinoti und weist einen sehr großen dritten Prämolaren auf. Die Art lebte im Übergang vom Unteren zum Mittleren Eozän.
Matthes hatte in seiner Schrift zu den Hyaenodonten des Geiseltals von 1952, die auch die Erstbeschreibung von Leonhardtina enthält, zusätzlich noch die Gattung Geiselotherium mit den Arten G. pilzi und G. robustum aufgestellt basierend auf jeweils einem Unterkiefer von der Fundstelle VI. Im Jahr 1965 bezweifelte Leigh Van Valen die Validität sowohl von Leonhardtina als auch von Geiselotherium. Er synonymisierte daher Leonhardtina und in Teilen Geiselotherium (G. pilzi) mit Proviverra (die größere Form G. robustum stellte Van Valen zu Prodissopsalis). Als Begründung gab er kaum abweichende Zahnmerkmale zwischen den drei Gattungen an. Lange-Badré und Haubold trennten dagegen in ihrer Überarbeitung des nun weitaus umfangreicheren Geiseltaler Materials Leonhardtina wieder von Proviverra, behielten aber G. pilzi bei ersteren. Für die Eigenständigkeit von Leonhardtina sprachen ihrer Meinung nach einige abgeleitete Zahnmerkmale, die bei Proviverra nicht auftreten. Beide Autoren legten auch dar, dass die Merkmalsbeschreibung von G. pilzi auf einigen Abnutzungserscheinungen an den Zähnen basierte, denen Matthes irrtümlich einen taxonomischen Wert zuschrieb.
Die genaue systematische Zuordnung von Leonhardtina innerhalb der Hyaenodonta wird derzeit unterschiedlich bewertet. Matthes ordnete die Gattung in seiner Erstbeschreibung zur Unterfamilie der Proviverrinae und begründete dies mit dem ausgeprägten Metaconid an den Unterkiefermolaren. Van Valen bestätigte diese Einschätzung durch seinen Verweis zu Proviverra. Leonhardtina bildete innerhalb der Proviverrinen gemeinsam mit anderen Formen wie Matthodon oder Eurotherium den europäischen Zweig der Gruppe. Als besondere Kennzeichen der Proviverrinen können das prominente Metaconid an den Molaren des Unterkiefers und die Trennung des Metaconus vom Paraconus an denen des Oberkiefers herausgestellt werden. Bis in die 1990er Jahre galten die Proviverrinen als weitgehend generalisierte Gruppe innerhalb der Hyaenodonta, sie schlossen anfänglich einen größeren Teil der Formen des Unteren und Mittleren Eozäns ein. In ersten phylogenetischen Untersuchungen erwiesen sie sich dann aber als paraphyletisch und zeigten ein komplexeres Verwandtschaftsverhältnis auf. Daher versuchten sich in der Folgezeit mehrere Autoren an einer schlüssigen Gliederung der Proviverrinae. Floreal Solé und Kollegen gliederten im Jahr 2013 und 2014 verschiedene Unterfamilien wie die Arfiinae, die Sinopinae und die Indohyaenodontinae aus und beschränkten die Proviverrinae auf einen ursprünglichen, eher europäischen Stamm. Aufgrund der komplexer gebauten Prämolaren ordneten sie Leonhardtina in eine Allopterodon-Klade ein und verwiesen die Gattung an die Seite ebenfalls kleinwüchsiger Vertreter wie das namengebende Allopterodon oder aber Lesmesodon und Proviverra.
Zu einem anderen Schluss kam dagegen ein Forscherteam um Matthew R. Borths im Jahr 2016. Die bis zu diesem Zeitpunkt vorgelegten stammesgeschichtlichen Analysen basierten weitgehend auf lokal eingegrenztem Fundmaterial. Die Forschergruppe unternahm daher eine umfassende Untersuchung, die zahlreiche Taxa aus Nordamerika, Afrika und Eurasien berücksichtigte. Dabei arbeiteten die Wissenschaftler eine stärker aufgeschlüsselte Gliederung der Hyaenodonta heraus. Bezüglich der Proviverrinae erwiesen sich einige Formen als eher basal in der Entwicklung der Hyaenodonta, andere gruppierten sich dagegen stärker mit Vertretern aus der Familie der Hyaenodontidae. Borths und Kollegen verwiesen als Ergebnis ihrer Studie Leonhardtina zu den Hyaenodontidae mit einer basalen Stellung innerhalb der Gruppe. Die Hyaenodontidae besitzen im Vergleich zu den Proviverrinae ein stärker spezialisiertes und tendenziell hypercarnivores Gebiss als starkes Schneidwerkzeug. Ein markantes Merkmal findet sich an den Oberkiefermolaren, bei denen der Para- und Metaconus zum Amphiconus verwachsen sind, wobei letzterer ersteren überragt. Als ein weiterer Ausdruck der hypercarnivoren Eigenschaften der Zähne kam es unter anderem zur Reduktion einzelner Höcker, so etwa des Metaconids an den Unterkiefermolaren. Leonhardtina verfügt über einen getrennten Para- und Metaconus, das Metaconid  ist relativ gut entwickelt, allerdings am letzten Molar etwas reduziert. In einer nachfolgenden Studie aus dem Jahr 2019 ließ sich diese phylogenetische Einschätzung bestätigen.